# Хидротерапија дебелог црева
Хидротерапија дебелог црева један је од облика испирања црева која се користи у алтернативној медицини, као хардверска модификација клистирне терапије. Има за циљ да елиминише токсине из дебелог црева , кроз потпомогнуту евакуацију накупљених фекалија. 
Испирање дебелог црева црева се врши кроз анални отвор помоћу посебне опреме уз употребу великих количина (од 20 до 30 литара по поступку) текуће воде или специјално прављених водених раствора помоћу савремених, софистицираних уређаја. Током терапије лекар све време прати цео процес на монитору.

## Називи
Ова процедура се у литератури и бројним рекламама може наћи под овим називима: хидротерапија дебелог црева - хидроколон терапија - чишћење дебелог црева - иригација дебелог црева. 

## Опште информације
С поетка 2000-их, година нагло се повећала примена оралних суплемента  и хидротерапија дебелог црева од стране заговорника алтернативне медицине, који су рекламирали њихову ефикасност за чишћење дебелог црева.
Не постоје научни докази о наводним предностима чишћења дебелог црева.  Неки препарати који се користе у клистирима су повезани са срчаним ударима и дисбалансом електролита , док погрешно припремљена или лоше стерилисана опрема може изазвати трбушне инфекције или оштећење црева. Честа употреба ове технике може довести до зависности од клистира за дефекацију, док неке биљке могу смањити ефикасност или повећати ризике повезане са употребом медицинских лекова.
Неки поступци чишћења дебелог црева користе посебне цеви и опрему за убризгавање воде, понекад помешане са биљем, или другим течностима у дебело црево кроз завршно црево.
Процедуре које укључују орални пут чишћења дебелог црева састоје се од узимања дијеталних влакана , биљака, дијететских суплемената или лаксатива.

## Индикације
Индикације за хидротерапију дебелог црева су:
- акутна фекална импакција,
- дивертикулоза дебелог црева,
- хронична опстипација,
- детоксикација алкохола,
- лекова и других отрова,
- дијареја, припрема за рендгенско снимање баријумом,
- инфекција цревним паразитима, акутне и хроничне алергије,
- астма, атонично колон,
- хронично стационарно запаљење дебелог црева,
- мукозни колитис,
- поремећај бактеријске флоре различите тежине,
- повишена температура,
- грозница,
- стања после хемотерапије,
- депресија,
- мигрене,
- поремећај сна,
- велика количина гасова,
- проширене вене доњих екстремитета,
- неупаљени оток,
- хемороиди који не крваре,
- болести уринарног система,
- цревне интоксикације,
- болести хепатобилијарног система,
- припрема за операцију дебелог црева,
- операције срца,
- онколошке операције,
- хигијенске процедуре код здравих људи,
- болови у леђима, хронични лумбаго,
- кожне болести (себореја, неуродерматитис, псоријаза, целулитис),
- гојазност и регулација телесне тежине,
- превенција рака дебелог црева.

## Контраиндикације
Контраиндикације за хидротерапију дебелог црева су:
- улцерозни колитис,

- Кронова болест,

- озбиљна срчана обољења (хипертензија, срчани удар),

- анеуризме срца и великих артерија,

- неконтролисана узнапредовала трудноћа (преко 4 месеца),

- трбушне киле,

- недавне операције дебелог црева,

- тешка анемија,

- бубрежна инсуфицијенција,

- цревно крварење или перфорација,

- тешка дијареја,
- тешки хемороиди који крваре,
- присуство инфилтрата у абдомену,
- цироза јетре,
- одсуство контроле сфинктера различитог порекла,
- рак дебелог црева,
- тешке менталне болести,
- фистуле дебелог црева код мушкараца (нарочито у прва 2 дана),
- абдоминална некроза након терапије зрачењем.

## Званична мишљења
Аутоинтоксикација је древна теорија заснована на веровању да цревни отпадни производи могу отровати тело и да су главни допринос многим, ако не и свим болестима. У 19. веку, то је била владајућа доктрина медицине и водила је ка „надрилекарству дебелог црева“ у разним облицима. До краја 19. века она је добила и извесну подршку науке. Када је постало јасно да је научно образложење погрешно и да иригација дебелог црева није само бескорисна већ и потенцијално опасна, метода је разоткривено као надрилекарство и потом је опадала њена употреба.
Данас смо сведоци оживљавања иригације дебелог црева засноване на нешто мање од старих лажних тврдњи и импресивне моћи стечених интереса. Чак и данашњи стручњаци за иригацију дебелог црева могу само дати теорије и анегдоте у прилог томе. Чини се, дакле, незнање у овој области покушава да слави тријумф над науком.
Хидротерапија дебелог црева класификована је као псеудотерапија од стране Министарства здравља шпанске владе на препоруку ОМЦ опсерваторије против псеудонаука, псеудотерапија, интрузизма и здравствених секти  која припада Удруђењу медицинскох организација Шпаније.
У Сједињеним Америчјим Државама, владина агенција Управе за храну и лекове (ФДА) регулише производњу опреме која се користи у овој техници, али не регулише њену употребу или оралне додатке који се користе. Исто тако, они који производе коришћене уређаје потврђују да им није потребна провера или доказ који би подржао њихову корисност. Садржај производа такође није проверен нити тестиран.  ФДА је издала неколико изјава упозоравајући произвођаче и дистрибутере да прекину са коришћењем опреме и употребом лажних тврдњи о ефикасности технике, њеној безбедности јер кршеконтроле квалитета.

## Супротстављени ставови
Хидротерапија дебелог црева ужива широку популарност међу практичарима алтернативне медицине, иако се на њих гледа са приличном скептицизмом од стране конвенционалне медицинске заједнице. Иако заговорници тврде о значајним здравственим бенефицијама, скептици наводе недостатак доказа о здравственим предностима и наглашавају потенцијал за штетне ефекте. Ипак, историјски гледано, постоје клинички извештаји о ефикасности и практично ниједно истраживање које побија ове извештаје. Уместо тога, постојала је кампања против преувеличаних тврдњи немедицинских практичара која је резултирала удаљавањем од овог облика терапије без икаквих научних студија о ефикасности.
С обзиром на тренутну популарност хидротерапија дебелог црева, важно је да се спроведу таква истраживања која ће захтевати квантитативну процену потенцијалних штетних ефеката. Иако постоји мало специфичне литературе о иригацији дебелог црева, преглед литературе о сродним процедурама као што су клистир и сигмоидоскопија сугерише да је ризик од озбиљних нежељених ефеката веома низак када хидротерапију дебелог црева обавља обучено особље користећи одговарајућу опрему.